# エンジンドック
株式会社エンジンドックは、福岡県福岡市東区にある原動機整備・船舶修理事業者である。

## 概要
福岡市東区西戸崎に引揚船台や造機工場を設置し、小型鋼船の修繕事業を行うほか、出張作業によりビル等の非常用発電機等の定置エンジンの検査・整備・オーバーホール等を行っている。定置エンジンの検査・整備は、クボタ、三菱重工業、ダイハツインフィニアース、いすゞ自動車、日産ディーゼル工業（現・UDトラックス）、小松製作所、ヤンマー、日野自動車、新潟鐵工所（現・IHI原動機）の各社製エンジンに対応している。

## 主要設備
- 引揚船台：4基（最大引揚能力499GT）[3]
- クレーン：15.5t 1基、15.0t 2基[3]
- 造機工場[3]

## 沿革
株式会社エンジンドック公式サイト掲載「企業情報」（2021年6月14日閲覧）より
- 1946年（昭和21年）9月 - 船舶用エンジンの製造・修理を行う福岡エンジン工業が設立される。
- 1952年（昭和27年）8月 - 佐世保重工業福岡工場を買収し、船舶修理業を開始する。
- 1971年（昭和46年）8月 - 久保田鉄工（現・クボタ）が出資し、西日本エンジン工業株式会社に改称。
- 1976年（昭和51年）12月 - 福岡市東区西戸崎に新工場を建設し移転。
- 1987年（昭和62年）4月 - 株式会社エンジンドックを設立し、西日本エンジン工業の事業を継承。